# Scandal (Oginome Jóko-album)
A Scandal (a borító írásmódja szerint SCANDAL) Oginome Jóko japán énekesnő tizenhatodik nagylemeze, amely 1994. december 16-án jelent meg a Victor Entertainment kiadó gondozásában. A lemez az Oricon eladási lista 97. helyét érte el, borítóját Maijama Hidekazu fényképezte.
2010. május 26-án hat ráadás számmal újra kiadták.

## Dallista
1. Sha-La-La
  - Dalszöveg: Oginome Jóko, zene: Isikava Júko, hangszerelés: Rod Antoon
2. Peacock Paradise
  - Dalszöveg és zene: Isikava Júko, hangszerelés: Rod Antoon
3. Kucsibiru Kaszanete mo (くちびる重ねても; Hepburn: Kuchibiru Kasanete mo?)
  - Dalszöveg: Oginome Jóko, zene: Isikava Júko, hangszerelés: Rod Antoon
4. Futaridake no Harmony (二人だけのHarmony?)
  - Dalszöveg: Oginome Jóko, zene: Isikava Júko, Jory Levine hangszerelés: Rod Antoon
5. Kaze no Jóni, Cubasza no Jóni (風のように、翼のように; Hepburn: Kaze no Yōni, Tsubasa no Yōni?)
  - Dalszöveg és zene: Isikava Júko, hangszerelés: Rod Antoon
6. Móicsido I Love You (もう一度I love you; Hepburn: Mōichido I love you?)
  - Dalszöveg és zene: Isikava Júko, hangszerelés: Rod Antoon
7. Keiszei Furi Demo Itosi Teru (形勢不利でも愛してる; Hepburn: Keisei Furi Demo Itoshi Teru?)
  - Dalszöveg: Isikava Júko, zene: Isikava Júko, Jory Levine hangszerelés: Rod Antoon
8. Don’t Forget Maria
  - Dalszöveg: Isikava Júko, zene: Isikava Júko, Jory Levine hangszerelés: Rod Antoon
9. Jeanne d’Arc no Nageki (ジャンヌダルクの嘆き?)
  - Dalszöveg és zene: Isikava Júko, hangszerelés: Rod Antoon
10. Scandal
  - Dalszöveg: Oginome Jóko, zene: Isikava Júko, hangszerelés: Rod Antoon
11. Kaze no Jóni, Cubasza no Jóni (A Capella Version) (風のように、翼のように; Hepburn: Kaze no Yōni, Tsubasa no Yōni?)